# Lokomotiva IVd StEG
Třísprežní parní tendrové lokomotivy kategorie IVd vyráběla pro Společnost státní dráhy (StEG) její lokomotivka od roku 1875 s určením pro posunovací službu v počtu 31 kusů. Po postátnění tratí Společnosti byly stroje, které připadly Maďarským královským drahám, označeny řadou TⅢa, později 369 MÁV. Stroje převzaté c.k. Rakouskými státními drahami dostaly řadu 393. Po roce 1918 připadly 2 stroje ČSD, které jim formálně přidělily řadové označení 311.5⁽ᴵ⁾. Z provozu u veřejných drah byly lokomotivy vyřazeny do roku 1935.

## Vznik a výroba
Lehké posunovací lokomotivy si Společnost pořizovala kvůli oživující se poptávce po nákladní dopravě. Požadované stroje pod vedením hlavního inženýra Johna Haswella navrhla a postupně mezi roky 1875 a 1886 dodala vlastní vídeňská lokomotivka společnosti v počtu 31 kusů, z toho dva první prototypové stroje byly postaveny v dílnách Společnosti v Simmeringu u Vídně. Prvních 11 strojů bylo vzniklo podle původních Haswellových plánů, u dalších se už na konstrukci projevil vliv nového francouzského vedení. V jednotlivostech tak měly lokomotivy od čísla 632 modernější provedení a vzhled bez ozdob. 

## Technické provedení

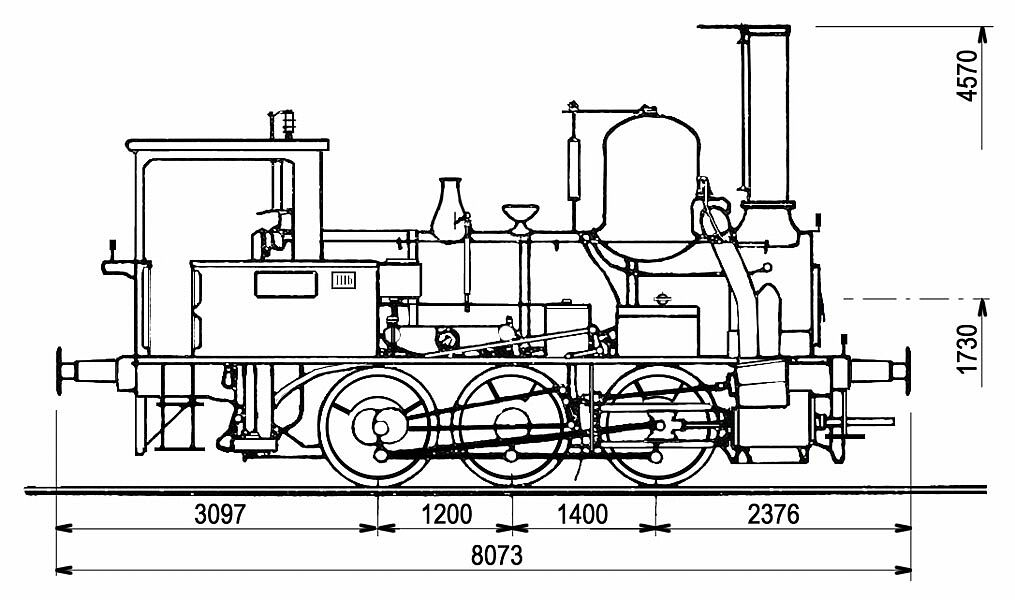
Lokomotiva StEG kategorie IVd (č. 632-651), typový náčrtek

Rám tříspřežní lokomotivy byl vnitřní, s postranicemi z plechů s výřezy; nápravy v něm uložené v rozsochách bez možnosti příčného posuvu byly provahadlovány a odpruženy listovými pružnicemi. Maximální hmotnost na nápravu dosahovala 11,5 t. Válce dvojčitého parního stroje na mokrou páru s předním vedením pístů byly umístěny vně rámu a mírně šikmo; stejně tak i plochá šoupátka a je ovládající Stephensonův kulisový rozvod byly vně. Na třetí, hnací nápravu se výkon přenášel ojnicemi přes dvoupravítkové křižáky. Přívodní trubky páry od regulátoru k válcům byly vedeny po kotli. Kotel pracoval s tlakem 9 atmosfér. Topeniště ve skříňovém kotli soustavy Becker bylo měděné, ležatým kotlem snýtovaným ze dvou prstenců procházely žárnice z mosazi. Vodu dodávaly dva nesací injektory č.7. Kotel měl jeden vysoký parní dóm se šoupátkovým regulátorem uvnitř. První z pérových pojistných ventilů byl na dómu, druhý pod kuželovým krytem na kotli před budkou. Kotelní armaturu dále představoval manometr, vodoznak, zkušební kohouty a parní píšťala. Lokomotivy, až na poslední vyrobenou, ještě neměly armaturní hlavu. Mazání zprvu zajišťovaly mazničky na rostlinný olej. Dyšna vybavená pomocnou dmychavkou a klapkovým aparátem Haswellovy konstrukce umožňovala regulaci tahu. Rovný plechový komín byl opatřen ochrannou klapkou. Brzda byla jen ruční mechanická, působící na hnací dvojkolí. Písečníky umístěné na ochozech pískovaly před druhé dvojkolí, jednostranně jen pro jízdu vpřed. Vodojemy tvořily nýtované nádrže v rámu pod kotlem a v pravém představku před budkou; v levém představku byl uhlák. 

## Provoz
Prvních 5 lokomotiv bylo dodáno na jihovýchodní, uherskou síť StEG. Celkem bylo na uherské koleje přiděleno 16 strojů, zbylých 15 (čísla 626–631, 636–643 a 650) dostaly výtopny Praha a Wien Ost. Po roce 1887 byly dva vídeňské stroje předisponovány do Veselí nad Moravou, kde se zřejmě uplatnily i v lehké traťové službě.
S postátněním uherské části tratí StEG (ÁVT) přešly roku 1891 k MÁV i všechny uherské stroje; tratě Společnosti v předlitavské části monarchie byly zestátněny spolu se zbývajícími 11 lokomotivami IVd v roce 1909. Po rozpadu Rakousko-Uherska v roce 1918 rakouské i české lokomotivy připadly, resp. byly do roku 1923 vráceny k BBÖ. Uherské byly rozděleny mezi MÁV (12 strojů), a pozdější Jugoslávské železnice (2 strojů). Ze tří uherských strojů nacházejících se po roce 1918 na Slovensku ČSD převzaly dva, pro které vyhradily řadu 311.5 (první obsazení). Vyřadily je do roku 1925, aniž k jejich přeznačení skutečně došlo.
Rakouským strojům se do roku 1905 dostalo úpravy pro vytápění vlakových souprav a nejméně v jednom případě i výstroje jednoduché sací brzdy. Uherské lokomotivy za provozu nebyly nijak zásadněji upravovány. Některé z nich dostávaly nálevky pro plnění kotle vodou za studena. U strojů vyrobených před rokem 1880 byly olejové mazničky nahražovány Kernaulovými maznicemi.
Několik rakouských a maďarských lokomotiv byly po vyřazení odprodáno vlečkařům, u kterých v jednotlivých případech vydržely v provozu až do 60.let 20. století.